# Geografia d'Indonèsia

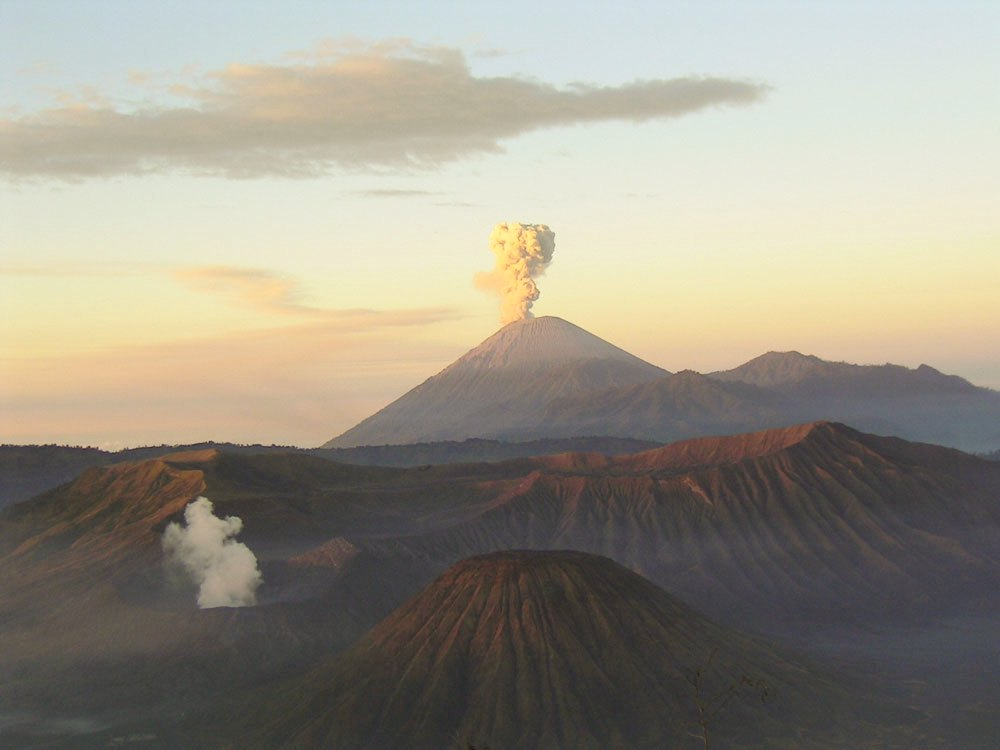
El Mont Semeru, també conegut com el Mahameru, "La Gran Muntanya".

Indonèsia està integrada per 17.508 illes, de les quals 6.000 estan habitades. Les illes són situades al nord i al sud de la línia de l'equador. Les més grans són Java, Sumatra, Kalimantan (la secció indonèsia del Borneo), Nova Guinea (compartida amb Papua Nova Guinea), i Sulawesi. indonèsia té fronteres terrestres polítiques amb Malàisia a les illes de Borneo i Sebatik, Papua Nova Guinea a l'illa de Nova Guinea i Timor Oriental a l'illa de Timor. La capital, Jakarta, és a Java, i és la ciutat més gran de la nació, seguida de Surabaya, Bandung, Medan i Semarang. Amb 1.904.569 quilòmetres quadrats, Indonèsia és el 16è país més gran del món en superfície La seva densitat de població és de 134 persones per quilòmetre quadrat, ocupant la 79a posició en el món, tot i que Java, l'illa més poblada del món, té una densitat de poblacional de 940 persones per quilòmetre quadrat. Amb 4.884 m, Puncak Jaya, a Papua, és el pic més elevat d'Indonèsia, i el llac Toba, a Sumatra, és el llac més gran amb una superfície de 1.145 quilòmetres quadrats. Els rius més extensos del país són a Kalimantan, entre els quals, el Mahakam i Barito; dits rius són els enllaços de comunicació i transport entre els diversos assentaments a les ribes. Atesa la localització d'Indonèsia als extrems de les plaques tectòniques pacífica, eurasiàtica i australiana hi ha nombrosos volcans i els terratrèmols hi són freqüents. Indonèsia té almenys 150 volcans actius, incloent-hi Krakatoa i Tambora, ambdós coneguts per les seves devastadores erupcions en el segle xix. L'erupció del supervolcà de Toba, fa aproximadament 70.000 anys, va ser una de les erupcions més grans i una catàstrofe global, segons algunes teories. Les cendres volcàniques són un dels contribuents més importants a la fertilitat agrícola la qual cosa ha sostingut històricament les grans densitats poblacionals de Java i Bali. Situat sobre l'equador, Indonèsia té un clima tropical amb dues estacions monsòniques humida i seca. La precipitació anual mitjana a les terres baixes varia entre 1.780 a 3.175 mm, i és de 6.100 mm a les regions muntanyoses. Les àrees muntanyoses, en particular la costa occidental de Sumatra, Java Oriental, Kalimantan, Sulawesi i Papua reben la major quantitat de precipitació. La humitat és relativament elevada, amb una mitjana del 80%. Les temperatures varien poc durant l'any.Atesa la seva extensió, clima i geografia, Indonèsia ocupa la segona posició en biodiversitat del món; la seva flora i fauna són una combinació entre les espècies asiàtiques i australianes.

## Relleu volcànic
Una cadena de muntanyes volcàniques, que aconsegueix altituds superiors als 3.700 m, s'estén d'oest a est, a través de les illes meridionals des de Sumatra fins a l'illa de Timor. Els punts més elevats d'aquesta cadena són el Kerinci (3.800 m) a Sumatra, i el Semeru (3.676 m) a Java. Cadascuna de les illes septentrionals principals té una massa muntanyenca central i planes entorn de la costa. Puncak Jaya (5.030 m), a la cadena muntanyenca Surdiman d'Irian Jaya, és el cim més elevat del país. Les zones amb major extensió de terres baixes són Sumatra, Java, Borneo i Irian Jaya. Durant segles les periòdiques erupcions volcàniques dels nombrosos volcans actius han dipositat rics sòls a les terres baixes, sobretot a Java. Molts volcans d'Indonèsia continuen actius i també es produeixen terratrèmols a la zona. Els dos més recents van ser el de 1992, que va afectar l'illa de Flors i va provocar la mort de 2.000 persones, i el de febrer de 1994, a Sumatra i en el qual va haver-hi 180 víctimes.

## Recursos naturals
El ric sòl volcànic d'Indonèsia és ideal per al desenvolupament dels cultius; els boscos s'estenen per la seva superfície i cobreixen aproximadament dos terços del territori. Els principals recursos del país són l'estany, la bauxita, el petroli, el gas natural, el coure, el níquel i el carbó; també compta amb petites quantitats de plata, diamants i robins. La pesca és abundant i del mar s'obtenen també perles, petxines (carei) i agar-agar, una substància que s'extreu de les algues.

## Clima
Les càlides aigües del voltant d'Indonèsia proporcionen un clima suau i tropical durant tot l'any. Les temperatures mitjanes són de 28 °C al llarg de les planes costaneres i de 23 a 26 °C a les muntanyes del centre de les illes. La humitat relativa oscil·la entre el 70 i el 90%. Els vents són moderats, el monsó, en general, bufa del sud-est entre juny i setembre, i del nord-oest entre desembre i març. Els tifons i les tempestes rares vegades són un perill, els corrents entre les illes són el major risc per a la navegació, especialment a l'estret de Lombok.